# Podgórze (powiat płocki)
Podgórze – wieś sołecka w Polsce położona w województwie mazowieckim, w powiecie płockim, w gminie Mała Wieś.
Wieś duchowna położona była w drugiej połowie XVI wieku w ziemi wyszogrodzkiej województwa mazowieckiego. W 1785 roku wchodziła w skład klucza mąkolińskiego biskupstwa płockiego. W latach 1975–1998 miejscowość należała administracyjnie do województwa płockiego.